# Piet van der Kuil
Pieter „Piet” van der Kuil (ur. 10 lutego 1933 w Velsen) – holenderski piłkarz grający na pozycji napastnika. W swojej karierze rozegrał 40 meczów i strzelił 9 goli w reprezentacji Holandii.

## Kariera klubowa
Swoją karierę piłkarską van der Kuil rozpoczął w klubie VSV Velsen. W 1951 roku zadebiutował w nim w rozgrywkach mistrzostw Holandii. W 1955 roku odszedł do Ajaksu Amsterdam. W sezonie 1956/1957 wywalczył z Ajaksem tytuł mistrza Holandii. W Ajaksie występował przez cztery sezony.
W 1959 roku van der Kuil przeszedł do PSV Eindhoven. Zadebiutował w nim 23 sierpnia 1959 w wygranym 2:0 wyjazdowym meczu z Fortuną ‘54. W sezonie 1962/1963 został z PSV mistrzem kraju. W zespole z Eindhoven grał do końca sezonu 1962/1963.
Latem 1963 roku van der Kuil został zawodnikiem zespołu Blauw-Wit Amsterdam. W Blauw-Wit swój debiut zanotował 25 sierpnia 1963 w przegranym 0:1 wyjazdowym meczu z SC Enschede. Na koniec sezonu spadł z Blauw-Wit do drugiej ligi.
W 1964 roku van der Kuil przeszedł do Telstaru Velsen. Swój debiut w Telstarze zaliczył 23 sierpnia 1964 w zwycięskim 2:1 domowym meczu z ADO Den Haag. Po dwóch latach gry w Telstarze zakończył swoją karierę.
| Sezon   | Klub                | Kraj     | Rozgrywki          | Mecze | Bramki |
| ------- | ------------------- | -------- | ------------------ | ----- | ------ |
| 1951/52 | VSV Velsen          | Holandia | Landskampioenschap | ?     | ?      |
| 1952/53 | VSV Velsen          | Holandia | Landskampioenschap | ?     | ?      |
| 1953/54 | VSV Velsen          | Holandia | Landskampioenschap | ?     | ?      |
| 1954/55 | VSV Velsen          | Holandia | Landskampioenschap | ?     | ?      |
| 1955/56 | AFC Ajax            | Holandia | Landskampioenschap | ?     | ?      |
| 1956/57 | AFC Ajax            | Holandia | Eredivisie         | 28    | 11     |
| 1957/58 | AFC Ajax            | Holandia | Eredivisie         | 33    | 10     |
| 1958/59 | AFC Ajax            | Holandia | Eredivisie         | 30    | 15     |
| 1959/60 | PSV Eindhoven       | Holandia | Eredivisie         | 34    | 9      |
| 1960/61 | PSV Eindhoven       | Holandia | Eredivisie         | 28    | 9      |
| 1961/62 | PSV Eindhoven       | Holandia | Eredivisie         | 32    | 12     |
| 1962/63 | PSV Eindhoven       | Holandia | Eredivisie         | 21    | 10     |
| 1963/64 | Blauw-Wit Amsterdam | Holandia | Eredivisie         | 23    | 1      |
| 1964/65 | Telstar Velsen      | Holandia | Eredivisie         | 23    | 3      |
| 1965/66 | Telstar Velsen      | Holandia | Eredivisie         | 15    | 5      |

## Kariera reprezentacyjna
W reprezentacji Holandii van der Kuil zadebiutował 6 kwietnia 1952 roku w przegranym 2:4 towarzyskim meczu z Belgią, rozegranym w Antwerpii. W tym samym roku wystąpił na Igrzyskach Olimpijskich w Helsinkach. W swojej karierze grał też w: eliminacjach do MŚ 1958 i do MŚ 1962. Od 1952 do 1962 roku rozegrał w kadrze narodowej 40 meczów i zdobył w nich 9 goli.